# Poetete (Ort, Goulolo)
Poetete ist ein osttimoresischer Ort im Suco Goulolo (Verwaltungsamt Cailaco, Gemeinde Bobonaro).
Die Hauptsiedlung des Sucos in dessen Osten auf einer Meereshöhe von 372 m. Der Ort liegt am Westhang einer Anhöhe (380 m), die gut 20 bis 50 m aus der Ebene hervorragt. Hier befinden sich der Sitz des Sucos, eine medizinische Station, eine Kirche und eine Grundschule.
Weniger als einen Kilometer weiter östlich fließt der Marobo, nördlich der Aimera und östlich ein Zufluss des Aimera. Daneben gibt es weitere kleine Wasserläufe in der Umgebung. Nordwestlich liegt das Dorf Malilia, südwestlich weitere Siedlungen. Dazwischen liegen kleine Seen, wie der Danau Tapakora und der Danau Lagarbesi.